# فینال جام باشگاه‌های جهان ۲۰۰۷
فینال جام باشگاه‌های جهان ۲۰۰۷، مسابقه فینال جام باشگاه‌های جهان ۲۰۰۷ بود، یک تورنمنت بین‌المللی فوتبال باشگاهی که به میزبانی ژاپن برگزار شد. این چهارمین فینال جام باشگاه‌های جهان بود. این مسابقه در ۱۶ دسامبر ۲۰۰۷ در ورزشگاه بین‌المللی یوکوهاما در ژاپن برگزار شد.
در این مسابقه میلان ایتالیا، قهرمان مسابقات باشگاهی یوفا، در مقابل بوکا جونیورز آرژانتین، قهرمان مسابقات باشگاهی کونمبول قرار گرفت. میلان در دیداری که ۶۸,۲۶۳ تماشاگر آن را تماشا کردند با نتیجه ۴–۲ پیروز شد. با انجام این کار، میلان به اولین تیم غیر برزیلی (و اولین تیم اروپایی) تبدیل شد که قهرمان جام باشگاه‌های جهان شد. آنها چهارمین جام باشگاه‌های جهان/جام بین قاره‌ای خود را بردند که تکرار جام بین قاره‌ای ۲۰۰۳ بود که در آن، میلان به بوکا جونیورز شکست خورد. میلان همچنین بوکا جونیورز، ناسیونال، پنیارول، رئال مادرید و سائو پائولو را به عنوان تنها تیمی که چهار بار قهرمان این رقابت‌ها شده است، پشت سر گذاشت. کاکا به عنوان بهترین بازیکن بازی انتخاب شد.

## مسیر تا فینال
| بوکا جونیورز                                  | تیم            | میلان                                 |
| --------------------------------------------- | -------------- | ------------------------------------- |
| کونمبول                                       | کنفدراسیون     | یوفا                                  |
| قهرمان جام لیبرتادورس ۲۰۰۷                    | نحوه شرکت      | قهرمان لیگ قهرمانان اروپا ۰۷–۲۰۰۶     |
| استراحت                                       | دور پلی‌آف      | استراحت                               |
| استراحت                                       | یک چهارم نهایی | استراحت                               |
| ۱–۰ باشگاه فوتبال ستاره ساحلی · (کاردوزو ۳۷') | نیمه نهایی     | ۱–۰ اوراوا رد دایموندز · (سیدورف ۶۸') |

## بازی

### جزئیات
| بوکا جونیورز                           | ۲–۴ | میلان                                  |
| -------------------------------------- | --- | -------------------------------------- |
| پالاسیو ۲۲' · آمبروزینی ۸۵' (گل‌به‌خودی) |     | اینزاگی ۲۱'، ۷۱' · نستا ۵۰' · کاکا ۶۱' |

| بوکا جونیورز | میلان |

|                  |    |                         |     |     |
|                  |    |                         |     |     |
| GK               | ۱  | مائوریسیو کارانتا       |     |     |
| CB               | ۲۰ | جوناتان میدیانا         |     |     |
| CB               | ۲۹ | گابریل پالتا            | '۷۳ |     |
| CB               | ۳  | کلودیو مورل رودریگس     |     |     |
| DM               | ۵  | سباستین باتاگلیا        | '۵۵ |     |
| RM               | ۴  | هوگو ایبارا             | '۴۰ |     |
| CM               | ۱۵ | آلوارو گونزالس          |     | '۶۷ |
| CM               | ۲۴ | اور بانگا               |     |     |
| LW               | ۱۹ | نری کاردوزو             |     | '۶۸ |
| SS               | ۱۴ | رودریگو پالاسیو         |     |     |
| CF               | ۹  | مارتین پالرمو (کاپیتان) |     |     |
| تعویض‌ها:         |    |                         |     |     |
| MF               | ۸  | پابلو لادیسما           | '۸۸ | '۶۷ |
| MF               | ۱۱ | لئاندرو گراسیان         |     | '۶۸ |
| سرمربی:          |    |                         |     |     |
| میگوئل آنخل روسو |    |                         |     |     |

|               |    |                          |     |     |
|               |    |                          |     |     |
| GK            | ۱  | دیدا                     |     |     |
| RB            | ۲۵ | دنیله بونرا              |     |     |
| CB            | ۱۳ | الساندرو نستا            |     |     |
| CB            | ۴  | کاخا کالادزه             | '۷۷ |     |
| LB            | ۳  | پائولو مالدینی (کاپیتان) |     |     |
| CM            | ۸  | جنارو گتوزو              |     | '۶۵ |
| CM            | ۲۱ | آندره‌آ پیرلو             |     |     |
| CM            | ۲۳ | ماسیمو آمبروزینی         | '۲۲ |     |
| AM            | ۲۲ | کاکا                     | '۶۲ |     |
| AM            | ۱۰ | کلارنس سیدورف            |     | '۸۷ |
| CF            | ۹  | فیلیپو اینزاگی           |     | '۷۶ |
| تعویض‌ها:      |    |                          |     |     |
| MF            | ۵  | امرسون                   |     | '۶۵ |
| DF            | ۲  | کافو                     |     | '۷۶ |
| MF            | ۳۲ | کریستین بروکی            |     | '۸۷ |
| سرمربی:       |    |                          |     |     |
| کارلو آنچلوتی |    |                          |     |     |

| کمک داورها: خوزه لوئیس کامارگو (مکزیک) پدرو ربولار (مکزیک) داور چهارم: مارک شیلد (استرالیا) | قوانین مسابقه - ۹۰ دقیقه - ۳۰ دقیقه وقت اضافه در صورت نیاز - ضربات پنالتی اگر نتیجه همچنان مساوی است - دوازده نیمکت‌نشین - حداکثر ۳ تعویض |

### آمار
| آمار          | بوکا جونیورز | میلان |
| ------------- | ------------ | ----- |
| گل            | ۲            | ۴     |
| شوت           | ۱۷           | ۱۴    |
| شوت در چارچوب | ۹            | ۷     |
| مالکیت توپ    | ۴۹%          | ۵۱%   |
| ضربه کرنر     | ۵            | ۲     |
| خطا           | ۲۲           | ۱۴    |
| آفساید        | ۴            | ۳     |
| کارت زرد      | ۳            | ۲     |
| کارت قرمز     | ۱            | ۱     |